# David Crystal
David Crystal, né le 6 juillet 1941 à Lisburn en Irlande du Nord, est un linguiste, universitaire et auteur britannique.

## Formation et carrière
David Crystal est né à Lisburn, en Irlande du Nord. Il a grandi à Holyhead (Pays de Galles), et à Liverpool (Angleterre), où il a fréquenté le St Mary's College à partir de 1951. Il a étudié l'anglais à l'University College de Londres , entre 1959 et 1962. Il a été chercheur sous la direction de Randolph Quirk entre 1962 et 1963, travaillant avec lui sur l'Observatoire de l'usage de la langue anglaise. Par la suite, il a donné des conférences à l'université de Bangor et à l'université de Reading et est devenu professeur émérite de linguistique à Bangor. Désormais retraité, il travaille comme écrivain, éditeur et consultant, et contribue à des émissions de télévision et de radio. Sa collaboration avec la BBC va d'une série d'émissions de BBC Radio 4 sur les problèmes de langue, à, plus récemment, des podcasts sur le site web BBC World Service pour les personnes qui apprennent l'anglais.
Ses centres d'intérêt universitaires sont l'apprentissage et l'enseignement de l'anglais, la linguistique clinique, la linguistique légale, la mort des langues, la « linguistique ludique » (un néologisme qu'il a créé pour désigner l'étude des jeux avec la langue), la stylistique, les genres littéraires de la langue anglaise, Shakespeare, la création d'index terminologiques  et la lexicographie. Il est président de l' Association internationale des professeurs d'anglais langue étrangère (IATEFL), vice-président honoraire de la Société des rédacteurs et relecteurs (SfEP), et président de l'Association anglaise d'alphabétisation. Il est consultant pour le magazine Babel - The Language Magazine, pour lequel il a également écrit des articles.
Il vit à Holyhead avec son épouse, une ancienne orthophoniste devenue auteur de littérature pour enfants. Il a quatre enfants. Son fils Ben Crystal est aussi écrivain et a co-écrit trois livres avec son père.

## Distinctions
David Crystal est décoré officier de l'ordre de l'Empire britannique en 1995 et est membre de la British Academy depuis 2000. Il est également membre fondateur de la Société savante du pays de Galles et membre de l'Institut des linguistes de Londres

## Travaux
David Crystal a écrit, co-écrit et publié plus de cent vingt livres sur un grand nombre de sujets. Il s'est spécialisé entre autres dans l'édition d'ouvrages de référence, parmi lesquels (en tant qu'auteur) la Cambridge Encyclopédia of Language (1987, 1997, 2010) et la Cambridge Encyclopédia of the English language (1995, 2003), et (en tant qu'éditeur) le Cambridge Biographical Dictionnary, le Cambridge Factfinder, la Cambridge Encyclopedia, et la New Penguin Encyclopedia (2003). Il a également écrit des pièces de théâtre et de la poésie. Il a publié plusieurs livres destinés au grand public sur la linguistique et la langue anglaise, en utilisant des graphiques et des petites histoires afin de rendre le contenu technique accessible à des non spécialistes. Dans son article « What is Standard English », il fait l'hypothèse qu'au niveau mondial, l'anglais sera amené à la fois à la fois à se subdiviser et à converger, les variantes locales devenant de moins en moins mutuellement compréhensibles, nécessitant ainsi la montée en puissance de ce qu'il appelle la « norme mondiale de l'anglais parlé » (voir aussi anglais international). Dans son livre de 2004 The Stories of English, une histoire générale de la langue anglaise, il décrit l'intérêt qu'il voit dans la diversité linguistique et dans le fait de respecter les variantes de l'anglais généralement considérés comme « non-standard ». En 2009, Routledge a publié son autobiographie à thème Just a Phrase I'm Going Through : My Life in Language, accompagné d'un DVD de trois de ses conférences. Son livre Spell It Out : The Curious, Enthralling and Extraordinary Story of English Spelling (2013) explique pourquoi certains mots anglais sont difficiles à orthographier. Dans la même série, Making a Point: The Pernickety Story of English Punctuation, est sorti en 2015 chez Book's Profile (Royaume Uni) et chez Saint-Martin's Press (États-Unis).
David Crystal promeut un nouveau domaine d'étude, la linguistique d'Internet, et a publié Language and the Internet (2001) sur le sujet. Son livre Txtng: The Gr8 Db8 (2008) est consacré au langage SMS et à son impact sur la société,.
De 2001 à 2006, David Crystal a présidé la société Crystal Reference Systems Limited, un fournisseur de données de référence d'une part, et d'outils liés à Internet (moteurs de recherche, publicité...) d'autre part. Les produits iSense et Sitescreen de cette société étaient basés sur la technologie brevetée Global Data Model, un réseau sémantique complexe élaboré par David Crystal au début des années 1980 et adapté pour l'utilisation sur Internet au milieu des années 1990. Il s'agit d'un outil de ciblage sémantique (désormais commercialisé sous le nom de iSense par Adpepper Media) et d'un outil de protection des marques (désormais commercialisé sous le nom de SiteScreen par Emediate ApS). Le produit iSense fait l'objet de brevets au Royaume Uni et aux États-Unis. Après l'acquisition de sa société par Adpepper Media N. V., David Crystal est resté au conseil d'administration en tant que directeur Recherche et développement jusqu'en 2009.
David Crystal a eu de l'influence dans une campagne dont l'objet était de sauver le couvent de Holyhead de la démolition, et qui a abouti à la création du centre artistique Ucheldre.

## Participation à des pièces de Shakespeare
En tant qu'expert de l'évolution de la langue anglaise, il a été impliqué en 2004 et 2005 dans la représentation d'œuvres de Shakespeare dans la « prononciation originale » (OP) de l'époque au Théâtre du Globe, pour lesquelles il a écrit et fait travailler les acteurs sur la prononciation de l'époque, et il a depuis été consultant pour plusieurs autres pièces de Shakespeare représentées en OP, comme A Midsummer Night's Dream, Hamlet, Macbeth, Périclès, Le Marchand de Venise, et Henry V,.